# The Chats
The Chats ist eine australische Punk-Rock-Band aus Sunshine Coast, Queensland. Die Band wurde 2022 bei dem ARIA Awards in der Kategorie Best Hard Rock or Heavy Metal Album ausgezeichnet.

## Geschichte
Die Band wurde im Jahre 2016 gegründet. Der Sänger Eamon Sandwith, der Gitarrist Josh Price und der Schlagzeuger Matt Boggis lernten sich im Musikunterricht am St. Teresa’s Catholic College in Noosaville kennen. Komplettiert wurde die erste Besetzung vom Bassisten Tremayne McCarthy. Über den Bandnamen gibt es widersprüchliche Erläuterungen. Zum einen bezieht sich der Name auf die Siedlung Chatswood. Anderen Quellen nach kommt der Bandname von der Redewendung „That’s chat“, einem australischen Slangausdruck, um etwas ekelhaftes oder widerliches zu beschreiben. Am 7. November 2016 veröffentlichte die Band ihre erste, selbstbetitelte EP, die in einer High School aufgenommen wurde.
Am 31. Juli 2017 folgte die zweite EP Get This in Ya!!. Das am 3. Oktober 2017 veröffentlichte Musikvideo für das Lied Smoko, welches ohne Budget an einer Baustelle gedreht wurde, ging viral. Die Single erhielt eine Goldene Schallplatte und wurde von Musikgrößen wie Dave Grohl, Josh Homme, Iggy Pop und Alex Turner gelobt. Bassist Tremayne McCarthy verließ die Band und der Sänger Eamon Sandwith übernahm zusätzlich sein Instrument. Im Spätsommer spielten The Chats im Vorprogramm der Queens of the Stone Age in Australien und gründeten im Jahre 2019 das bandeigene Plattenlabel Bargain Bin Records und sicherten sich einen Vertriebsdeal mit Universal.
Im Sommer 2019 spielte die Band ihre erste Tour durch die USA und trat in Europa bei den Festivals Haldern Pop Festival, Open Flair, Reading and Leeds Festivals, Taubertal-Festival auf. Im Dezember 2019 veröffentlichte die Band das Lied I Hope Scott’s House Burns Down, in dem das apathische Verhalten des damaligen australischen Premierministers Scott Morrison während der Buschbrände in Australien 2019/2020 kritisiert wird. Die Einnahmen aus dem Lied kamen freiwilligen Brandbekämpfern zugute. Am 27. März 2020 erschien das von Billy Gardner produzierte Debütalbum High Risk Behaviour, welches Platz fünf der australischen Albumcharts erreichte und bei den AIR Awards als bestes unabhängig veröffentlichtes Punk-Album ausgezeichnet wurde. Bei den ARIA Awards 2020 wurde das Album in der Kategorie Best Hard Rock or Heavy Metal Album und das Musikvideo für The Clap in der Kategorie Best Video nominiert.
Am 8. November 2020 folgte die Single AC/DC CD, auf der die Band der „zweitbesten Band der Geschichte“ AC/DC Tribut zollt. Der Gitarrist Josh Price hatte zwischenzeitlich die Band verlassen und wurde durch Josh Hardy von der Band The Unknowns ersetzt. Am 7. Mai 2021 veröffentlichte die Band das Kompilationsalbum The First Two EPs by the Chats, die die beiden EPs The Chats und Get This in Ya!! zusammenfasst. Außerdem steuerte die Band Coverversionen für zwei Tributealben bei. Zum einen Metallicas Holier Than Thou für The Metallica Blacklist, zum anderen Can You Point Your Fingers (and Do the Twist?) von The Wiggles. Letztere coverten das Lied Pub Feed von The Chats. Zusammen mit dem Produzenten Cody McWaters nahm die Band ihr zweites Studioalbum Get Fucked auf, welches am 19. August 2022 erschien. Das Album erreichte Platz zwei der australischen Albumcharts und musste sich nur Madonnas Finally Enough Love geschlagen geben.
Bei den ARIA Awards 2023 wurde das Album Get Fucked in der Kategorie Best Hard Rock or Heavy Metal Album ausgezeichnet. Die Band spielte auf den Festivals Aftershock Festival, Coachella Valley Music and Arts Festival und Welcome to Rockville und traten im November 2022 im Vorprogramm der australischen Konzerte von Guns N’ Roses auf. 2023 spielten The Chats auf europäischen Festivals wie dem Graspop Metal Meeting, Hellfest, Rock am Ring und Rock im Park, bevor sie im November erneut für die Queens of the Stone Age in Australien eröffneten.

## Stil
Bekki Bemrose vom Onlinemagazin Allmusic beschrieb den Stil der Chats als „ungestümen Old-School-Punk, der mit ihrem frechen, respektlosen Sinn für Humor gepfeffert ist“. Die Band bezeichnet ihren Stil selbst als „Shed Rock“ (englisch Schuppen-Rock). Der australische Radiosender Triple J schrieb, das The Chats ihre Einflüsse von der gleichen fruchtbaren Pub-Rock-Szene ziehen, die Bands wie AC/DC, The Saints, Cosmic Psychos und The Hard Ons hervorgebracht hat. Das deutsche Onlinemagazin laut.de als „reinen, rotzigen Punk mit Mut zur Melodie“. Nick Ruskell vom britischen Magazin Kerrang empfahl das Album Get Fucked Fans von Amyl and the Sniffers, Green Day und der Ramones.

## Diskografie
Studioalben

| Jahr | Titel Musiklabel                | Höchstplatzierung, Gesamtwochen, AuszeichnungChartplatzierungen (Jahr, Titel, Musiklabel, Platzierungen, Wochen, Auszeichnungen, Anmerkungen) | Höchstplatzierung, Gesamtwochen, AuszeichnungChartplatzierungen (Jahr, Titel, Musiklabel, Platzierungen, Wochen, Auszeichnungen, Anmerkungen) | Höchstplatzierung, Gesamtwochen, AuszeichnungChartplatzierungen (Jahr, Titel, Musiklabel, Platzierungen, Wochen, Auszeichnungen, Anmerkungen) | Anmerkungen                           |
| Jahr | Titel Musiklabel                | DE | UK | AU | Anmerkungen                           |
| ---- | ------------------------------- | --- | --- | --- | ------------------------------------- |
| 2020 | High Risk Behaviour Bargain Bin | — | — | AU5 (3 Wo.)AU | Erstveröffentlichung: 27. März 2020   |
| 2022 | Get Fucked Bargain Bin          | DE81 (1 Wo.)DE | UK77 (1 Wo.)UK | AU2 (2 Wo.)AU | Erstveröffentlichung: 19. August 2022 |

Kompilationen
- 2021: The First Two EPs by the Chats

EPs
- 2016: The Chats
- 2017: Get This in Ya!!

Beiträge für Kompilationen
- 2021: Holier Than Thou auf The Metallica Blacklist
- 2022: Can You (Point Your Fingers and Do the Twist?) auf ReWiggled

Singles
- 2017: Smoko (AU: Gold)
- 2018: Do What I Want
- 2019: Pub Feed
- 2019: Identity Theft
- 2020: Dine N Dash
- 2020: AC/DC CD
- 2022: Struck by Lightning
- 2022: 6L GTR
- 2022: I’ve Been Drunk in Every Pub in Brisbane
- 2022: Out on the Streets

## Auszeichnungen

### Musikpreise
| Jahr | Kategorie                         | für                 | Resultat |
| ---- | --------------------------------- | ------------------- | -------- |
| 2021 | Best Independent Punk Album or EP | High Risk Behaviour | Gewonnen |

| Jahr | Kategorie                           | für                 | Resultat  |
| ---- | ----------------------------------- | ------------------- | --------- |
| 2020 | Best Hard Rock or Heavy Metal Album | High Risk Behaviour | Nominiert |
| 2020 | Best Video                          | The Clap            | Nominiert |
| 2022 | Best Hard Rock or Heavy Metal Album | Get Fucked          | Gewonnen  |

### Musikverkäufe
Anmerkung: Auszeichnungen in Ländern aus den Charttabellen bzw. Chartboxen sind in ebendiesen zu finden.
| Land/RegionAuszeichnungen für Musikverkäufe (Land/Region, Auszeichnungen, Verkäufe, Quellen) | Gold  | Platin | Verkäufe | Quellen     |
| -------------------------------------------------------------------------------------------- | ----- | ------ | -------- | ----------- |
| Australien (ARIA)                                                                            | Gold1 | —      | 35.000   | aria.com.au |
| Insgesamt                                                                                    | Gold1 | —      |          |             |